# Marion Fromberger
Marion Fromberger (8 de octubre de 2000) es una deportista alemana que compite en ciclismo de montaña en la disciplina de campo a través.
Ganó dos medallas de bronce en el Campeonato Mundial de Ciclismo por Eliminación, en los años 2018 y 2024, y dos medallas en el Campeonato Europeo de Ciclismo de Montaña, en los años 2020 y 2023.

## Medallero internacional
| Campeonato Mundial | Campeonato Mundial  | Campeonato Mundial | Campeonato Mundial |
| Año                | Lugar               | Medalla            | Competición        |
| ------------------ | ------------------- | ------------------ | ------------------ |
| 2018               | Chengdu (China)     | Medalla de bronce  | Eliminación        |
| 2024               | Aalen (Alemania)    | Medalla de bronce  | Eliminación        |
| Campeonato Europeo |                     |                    |                    |
| Año                | Lugar               | Medalla            | Competición        |
| 2020               | Monteceneri (Suiza) | Medalla de bronce  | Eliminación        |
| 2023               | Sakarya (Turquía)   | Medalla de plata   | Eliminación        |